# Dụ Dân
Dụ Dân (tiếng Trung: 裕民县; bính âm: Yùmín Xiàn; Uyghur:  چاغانتوقاي ناھىيىسى‎, ULY:  Qaƣantok̡ay Nah̡iyisi, UPNY:  Chaghantoqay Nahiyisi?) là một huyện của địa khu Tháp Thành, Châu tự trị dân tộc Kazakh - Ili (Y Lê), khu tự trị Tân Cương, Trung Quốc.

### Trấn
- Cáp Lạp Bố Lạp (哈拉布拉镇)

### Hương
- Cáp Lạp Bố Lạp (哈拉布拉乡)
- Tân Địa (新地乡)
- A Lặc Đằng Giã Mộc Lặc (阿勒腾也木勒乡)
- Cát Giã Khắc (吉也克乡)
- Giang Khắc Tư (江克斯乡)